# リパーゼ
リパーゼ (lipase) は、脂質を構成するエステル結合を加水分解する酵素群である。語源は、ギリシャ語の“lipos(脂肪)”＋“ase(酵素)”に由来する。普通はそのうちで特にトリグリセリド（グリセロールの脂肪酸エステル）を分解して脂肪酸を遊離するトリアシルグリセリドリパーゼ（EC 3.1.1.3）を指す。消化液（胃液、膵液）に含まれ、脂質の消化を行う消化酵素であり、多くの生物の細胞で脂質の代謝に関与する。
リパーゼはすべての生物に存在し、その遺伝子は一部のウイルスにもある。機能も立体構造もさまざまであるが、活性中心にセリン（求核性の酸素原子を持つ）と酸性アミノ酸残基（アスパラギン酸など）およびヒスチジンを持つタイプが多い。
基質のグリセロール骨格の特定の位置（3か所のいずれか）を分解するものが多い。また逆反応（エステル合成）にも働くことから、人工的なエステル合成・交換反応にも用いられている。その際、目的とするエステルの加水分解を避けるため、有機溶媒中で反応が実施されることもある。また、リパーゼのその他の利用用途として消化薬、あるいは洗剤などに添加される。
広義のリパーゼとしては、リン脂質（生体膜の主成分）を分解する各種のホスホリパーゼがある。これらはエイコサノイド（プロスタグランジンなど）の合成や、細胞内でのシグナル伝達といった、細胞内外での機能調節に関与する。